# Auguste Garrebeek
Auguste Garrebeek (Dworp, 10 gennaio 1912 – Asse, 20 ottobre 1973) è stato un ciclista su strada belga.

## Palmarès

### Olimpiadi
- Bronzo a Berlino 1936 nella corsa a squadre.